# Luís Ambrósio Pereira de Melo
D. Luís Ambrósio Álvares Pereira de Melo (Lisboa, 7 de dezembro de 1679 — Évora, 13 de novembro de 1700) foi um nobre português, 2.º Duque de Cadaval.
A 16 de março de 1682, el-rei lhe concedeu o título de Duque, por mercê feita a seu pai, para este a ter em segredo até à sua volta da Saboia, onde tinha ido em comissão régia.
A carta do título foi passada em 20 de abril, e a do assentamento em 4 de maio de 1684. D. Pedro II de Portugal o armou cavaleiro da Ordem de Cristo no oratório privado do paço de Corte-Real, em 1 de fevereiro de 1698. Por carta de 6 de novembro de 1698 foi aceite como familiar do Santo Ofício.
Casou em 14 de maio de 1695 com D. Luísa de Bragança (Lisboa 1679 - Évora, 1732, ali sepultada) Princesa de Carnide, filha legitimada de D. Pedro II de Portugal, senhora distinta e considerada, com a qual se casou depois o cunhado.